# Alultápláltság

A testtömegindex-táblázatban a fehér terület jelöli az alultápláltságot

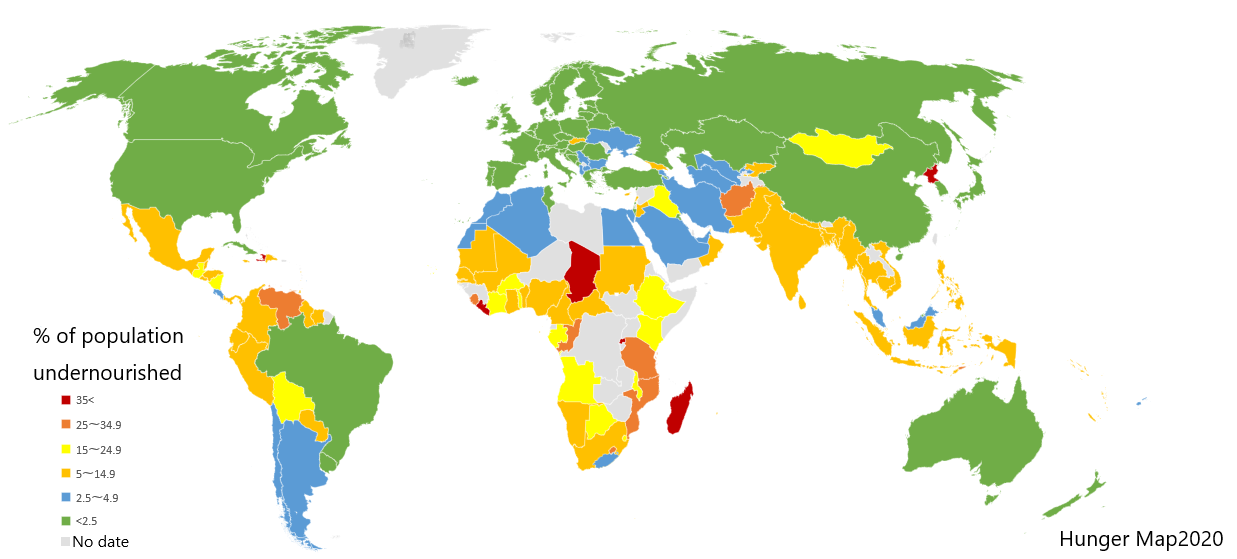
Alultápláltságtól szenvedők százalékos aránya, országonkénti bontásban

Az emberi szervezet normális működése során részeinek folyamatos cseréjéhez és életműködéseihez a szükséges építő- és tápanyagokat, táplálék és víz formájában a környezetből veszi fel és  a felesleges bomlástermékeket, illetve a felvett, de  felhasználhatatlan anyagokat a külvilágba adja le. Így a megfelelő mennyiségi és minőségi táplálkozás az emberi élethez nélkülözhetetlen. Bizonyos okok miatt a normális táplálkozás zavart szenvedhet. Ilyen az alultápláltság, ami olyan személyekre jellemző, akik súlya az egészséges testsúly alatt marad. Az alultápláltságot leggyakrabban a testtömegindexszel (rövidítve TTI), (angolul body mass index, rövidítve BMI) fejezik ki. Alultápláltnak számítanak a 18,5-nél alacsonyabb testtömegindexszel rendelkező személyek - . Az alultápláltságnak két formája van: az elsődleges alultápláltságnál a szervezet egyszerűen nem jut annyi táplálékhoz és benne a szükséges tápanyagokhoz, amennyire szüksége lenne (szegénység vagy éhínség miatt). Másodlagos formájánál megfelelő táplálkozás mellett a szervezet nem képes megemészteni vagy felvenni az elfogyasztott táplálékot (pl. valamely betegség vagy gyógyszer mellékhatásaként). Egészséges vagy akár túlsúlyos személy is lehet minőségileg alultáplált, ha az elfogyasztott táplálék nem tartalmaz megfelelő mennyiségű ásványi anyagokat, nyomelemeket, fehérjéket vagy vitaminokat (pl. egyoldalú táplálkozás miatt).

## Az alultápláltság okai
Az alultápláltság leggyakoribb oka a nem megfelelő élelmiszerellátás: Afrika és Ázsia egyes részein a lakosság 50%-a szenvedhet az alultápláltság valamilyen formájától: Afrikában kb. 100 millió fő szenved fehérjehiánytól (köztük 30-40 millió gyermek), illetve további 150 millió fő szenved vashiánytól, 60 millió fő jódhiánytól és 10 millió fő az A-vitamin hiányától. A megfelelő élelmiszer rendelkezésre állása esetén is felléphet az alultápláltság, amikor valamilyen betegség (pl. vérhas) miatt a szervezet nem tudja az ételt megemészteni.
Megfelelő élelmiszer-fogyasztás esetén is felléphet az alultápláltság szervi okoknál (táplálkozási nehézségeknél) fogva (pl. rágási/nyelési nehézségek), súlyos balesetet vagy műtétet követően. Az alultápláltság másik oka lehet a megnövekedett energiaszükséglet (pl.  daganatos betegség, felfekvés, égés, láz stb. esetén), amikor az elfogyasztott élelmiszer nem tudja a szervezetet a szükséges tápanyagokkal ellátni. (Ez már egy nagyon összetett állapot, amikor az elsődleges ok is nehezen határozható meg.)
Az alultápláltság következménye, hogy a szervezet előbb az energiaraktárait szénhidrátok és zsírok, majd az építőelemeit (fehérjék) kezdi felemészteni. Ez kezdetben testtömegvesztéshez, majd csökkenő ellenálló-képességhez és rosszabb sebgyógyulási képességhez vezet. Súlyos alultápláltságról (sorvadás, cachexia) akkor beszélünk, ha a szervezetben már bizonyos tápanyaghiány (fehérje, vas, jód, vitaminok) is fellép, veszélyeztetve ezáltal a szervezet működését.
Külön említést érdemel a minőségi éhezés, ami elsősorban a jóléti társadalmakat sújtja. A minőségi éhezés azt jelenti, hogy bár mennyiségben elegendő élelmet veszünk magunkhoz, ennek minősége azonban nem fedezi szervezetünk tápanyag-, vitamin- és ásványi anyag igényét. Ez hiánybetegségek kialakulásához vezethet (pl. skorbut), ami hosszú távon komoly betegségek okozója, elősegítője is lehet.

## Alultápláltságot okozó betegségek
- Anorexia
- Bulimia
- Rák vagy a rákellenes kezelések mellékhatásai
- Gümőkór
- Pajzsmirigy-túlműködés
- Cukorbetegség
- Stressz, depresszió vagy idegösszeomlás[6]
- Bélrendszeri gyulladás vagy az emésztőszervek más betegsége
- Fogfájás, rágási nehézségek
- Nyelési nehézségek
- HIV/AIDS
- Pubertáskori változások

## Következményei
Az alultápláltság felléphet betegség következményeként is, ezért a hirtelen súlyveszteség esetén érdemes orvoshoz fordulni. Amennyiben az alultápláltság az elsődleges probléma, az érintett személyeknél komoly szövődmények léphetnek fel: az alultáplált személy ellenálló képessége, immunrendszere legyengülhet, kevésbé ellenálló a fertőzésekkel szemben. Ha a szervezet nem jut hozzá a megfelelő tápanyagokhoz, gyakran lép fel vitamin- és nyomelemhiány, felborulhat a szervezet folyadékháztartása. Az ionháztartás problémái, elsősorban a káliumhiány izomgyengeséget, izomrángásokat, görcsöket okozhat. Az alultáplált személyekre általában jellemző a vérszegénység, hajhullás, a nemi működés csökkenése, nőknél a menstruáció elmaradása vagy terhességi komplikációk, meddőség, csontritkulás.

## Kezelése
Alultápláltság vagy annak veszélye esetén legfontosabb, hogy szervezet minőségileg és mennyiségileg is megfelelő táplálékhoz jusson. Ha a hagyományos táplálkozás nem ütközik akadályba, akkor a tápláltsági állapotot kiegyensúlyozott étkezéssel, illetve gyógytápszerek fogyasztásával lehet javítani.
Ha az evés nehézségekbe ütközik, vagy ha a megemelkedett energiaszükséglet hagyományos étkezéssel nem biztosítható, akkor a szondatáplálás jelentheti a megoldást.
Amennyiben az alultápláltság valamilyen betegség következménye, akkor a megfelelő táplálás mellett a betegséget is kezelni kell.